# 光前村
光前村位於深圳市南山區中北部，原屬寶安縣南頭管理區西麗鎮所管轄的二十個自然村之一，現屬深圳市南山區桃源街道龍光社區光前居民小組。村內有原居民300多人，外來人口约有2萬人。

## 歷史
光前村原名庵前村，建於北宋年間。過去該村後山的山頂有一塊寬闊的平地，數百年寸草不生，傳說過去是曬白銀的場地，平地上有一塊高2米的石頭，上面刻有＂穆庵塔＂。因村子建在穆庵塔所在山嶺的前面，故名＂庵前＂。1977年，這塊石頭被打碎用做建房石料，＂穆庵塔＂石刻從此消失。抗日戰爭時期，＂庵前＂改為＂光前＂。1986，深圳市改區、鄉建置為鎮、村建置，光前、龍井從珠光大隊分出，成立光前村民委員會，此後又更名為龍光居委會、龍光社區。
光前村現存最早的文字記載為明朝正統年間《鄭氏南莆祖五大房族譜》 及清朝康熙年間《新安縣志》。明清時期，光前村人丁興旺，幅員遼闊，人口最多時近千人，男丁500多，地域範圍東起龍井村，西至南頭城，南鄰大沖、白石洲，北接紅花嶺、珠光村、新屋村。村裏耕地面積僅水田就有近千畝，村內設有私塾、祠堂等公共設施。
光前村文化厚重，至今仍保存有眾多名物古跡，如建于宋朝的席帽嶺墓、鄭氏有富祖墓地、鄭氏宗祠、洪聖廟、疊石廟（當地人稱早廟）、福廟（又名新廟）、炮樓等。

## 文獻記載
清康熙《新安縣志》卷十八勝迹略記載：「穆庵塔遺址，在邑之一都庵前村。後有大石，側書＂穆庵塔＂三字。舊誌以為化佛塔，誤，今改正。」

## 交通
在此处有公交站光前村公交站，停靠公交有：43路公交，67路公交，49路公交，235路公交。

| 光前村 | 光前村                 | 光前村                | 光前村                 | 光前村                |
| 编号   | 路线                   | 路线                  | 路线                   | 备注                  |
| ------ | ---------------------- | --------------------- | ---------------------- | --------------------- |
| 43     | 红山六九七九公交首末站 | ⇆                     | 世界之窗地铁公交接驳站 |                       |
| 67     | 丽康总站               | ⇆                     | 颂德花园公交总站       |                       |
| 49     | 王京坑村总站           | ⇆                     | 沙河东公交总站         |                       |
| 235    | 已于2023年7月11日停办  | 已于2023年7月11日停办 | 已于2023年7月11日停办  | 已于2023年7月11日停办 |

## 教育
小学有珠光小学，幼儿园有光前村幼儿园